# Сеницький Валеріян
Сеницький Валеріян (хресне ім'я Василь, 1735, Волинь — 1808) — василіянин (з 1759), професор богослов'я, проповідник і письменник; доктор Віленської академії (1768).

## Життєпис
Народився на Волині в сім'ї Івана та Анастасії. По складенні вічних обітів у Василіянському Чині, вивчав богослов'я у Віленській єзуїтській колегії (прибув — 9 вересня 1764, завершив — 18 червня 1768).
Видав у Почаєві переклад з польської мови «БесЂды парохіальнія на недЂли и нарочитіи свята всего лЂта» (1789, 1792; з заохочуванням священиків проповідувати народною мовою), співпрацював у виданні «Богогласника» (1791, 1805) і написав «Kazania na święta całego roku» (1793, 2 томи).